# Anarchic System
Cet article concerne le groupe. Pour l'album de ce groupe, voir Anarchic System (album).
Anarchic System est un groupe de musique électronique français du début des années 1970, originaire de Lille. Les morceaux les plus marquants sont de genre electro-rock, notamment la reprise Popcorn, Carmen Brasilia et la version longue de Génération. L'influence folk et country américaine est très sensible sur les autres singles. Le groupe se sépare en 1978.

## Biographie
Le groupe se forme en 1972 à Lille. Les cinq musiciens étaient membres d'autres groupes de la scène rock du nord de la France. Leurs réunions s'effectuaient dans des bars où se produisaient de manière informelle des groupes professionnels et semi-professionnels. Lorsque l'opportunité se présenta d'enregistrer une reprise du tube Popcorn des Hot Butter, Jacques Deville proposa ses amis au studio de Paul de Senneville (directeur artistique de Michel Polnareff puis PDG d'AZ France). Ils furent choisis grâce à la connaissance du Minimoog par Christophe Lerouge. Le succès commercial du titre, avec 700 000 exemplaires vendus, encourage la production à les louer pour deux autres singles (Carmen Brasilia et Royal Summer), avant même de signer le groupe en 1973.
En 1975, ils sortent l'album Generation qui atteint la 5e position des charts belges. Le single Popcorn sorti la même année atteint la première position des charts belges, la 10e position aux Pays-Bas et la 13e en Allemagne. Les tournées s'enchaînent dans le nord de la France, en Grande-Bretagne, en Belgique (Mouscron), en Italie (Syracuse).
L'opportunité d'être signés par Decca avorte sur désaccord d'AZ, ce qui met fin au groupe en 1978. Plus tard, le titre Movie Star est produit sans l'intervention du groupe par la maison de disques.
Hors d'Anarchic System, Gilles Devos fera le chant dans Try Again. Jacques Deville était guitariste dans le groupe Les Lynx, un orchestre de la Somme dans les années 1960-1970 à ne pas confondre avec la formation homonyme de la région de Carcassonne.

## Influences
Leurs chansons sont pour la plupart attribuables aux musiques électroniques (notamment la présence des synthétiseurs sur Popcorn, Carmen Brasilia et Génération dans sa version longue). Cependant les autres singles sont influencés par divers genres rock. Leurs influences musicales étaient Uriah Heep, Warhorse, Black Sabbath et autres groupes des années 1970. C'est la maison de disques (AZ puis Delphine, appartenant à P. de Senneville) qui décidait du son du groupe jusqu'à leur dernier titre Goody Lady en 1977, pour lequel intervinrent leurs choix.

## Discographie

### Albums studio
- 1974 : Pussycat, c'est la vie
- 1975 : Generation
- 1976 : Sugar Baby Mission Space Recording

### Compilations et participations
- Anarchic System
- 1975 : Dolannes mélodie : musiques de film interprétées par Jean-Claude Borelly, Anarchic System (le titre Starlight en instrumental) et Pop Concerto Orchestra
- 1978 : JC Borelly : participation avec le morceau Wish to Know Why.

### Singles
- 1972 : Popcorn
- 1972 : Carmen Brasilia
- 1973 : Royal Summer
- 1973 : Cherie Sha la la
- 1974 : Pussycat c'est la vie
- 1974 : Love, oh my Love Amour
- 1975 : Nana Guili Guili Gouzy Gouzy
- 1975 : Generation
- 1976 : Stop It
- 1976 : Daddy, Mammy, Juddy, Jimmy, Jully and all the family
- 1977 : Goody Lady
- 1983 : Movie Star

## Membres
- Gilles Devos : chant
- Jacques Deville : chant, guitare
- Patrick Verette : basse
- Christophe Lerouge : claviers, minimoog
- Michel Dhuy : batterie